# Unterm Radar
Unterm Radar é um telefilme alemão de 2015 dirigido por Elmar Fischer baseado no livro homônimo escrito por Henriette Bruegger. É estrelado por Christiane Paul que foi premiada com o Emmy Internacional por sua performance. Foi exibido originalmente pelo canal ARD em 14 de outubro de 2015.

## Sinopse
A filha de Elke Seeberg (Christiane Paul) é suspeita de ter participado de um ataque terrorista em Berlim. Convencida de sua inocência, Seeberg luta por sua absorvição. 

## Elenco
- Christiane Paul	...	Elke Seeberg
- Heino Ferch	...	Heinrich Buch
- Fabian Hinrichs	...	Richard König
- Inka Friedrich	...	Anna Bittner
- Matthias Matschke	...	Tom Henskind
- Hans Werner Meyer	...	Ferdinand Hochheim
- Linn Reusse	...	Marie Seeberg (como Linn Sara Reusse)
- Lara Mandoki	...	Nina
- Nursel Köse	...	Amira
- Mirko Lang	...	Johannes

## Prêmios e indicações
| Ano  | Prémio                       | Categoria    | Indicado(a)     | Resultado |
| ---- | ---------------------------- | ------------ | --------------- | --------- |
| 2016 | Baden-Baden TV Film Festival | Melhor atriz | Christiane Paul | Venceu    |
| 2016 | Emmy Internacional           | Melhor atriz | Christiane Paul | Venceu    |